# EBS 고교필수특강 국어
EBS 고교필수특강 국어는 1997년 3월 7일부터 1997년 7월 17일, 1997년 7월 21일 ~ 1997년 11월 20일까지 EBS TV에서 방송되었던 고1,2 내신 강의 프로그램이다.

## 방영 목록

### 1학기
| 강좌   | 방송일   | 강의명                       | 비고 |
| ------ | -------- | ---------------------------- | ---- |
| 제1강  | 3월 7일  | 어휘의 이해와 사용           |      |
| 제2강  | 3월 14일 | 어법의 이해와 사용           |      |
| 제3강  | 3월 21일 | 어휘 용범의 이해와 사용      |      |
| 제4강  | 3월 28일 | 내용의 사실적 이해(1)        |      |
| 제5강  | 4월 4일  | 내용의 사실적 이해(2)        |      |
| 제6강  | 4월 11일 | 구조의 사실적 이해(1)        |      |
| 제7강  | 4월 18일 | 구조의 사실적 이해(2)        |      |
| 제8강  | 4월 25일 | 내용의 추리 · 상상적 사고(1) |      |
| 제9강  | 5월 2일  | 내용의 추리 · 상상적 사고(2) |      |
| 제10강 | 5월 9일  | 내용의 추리 · 상상적 사고(3) |      |
| 제11강 | 5월 16일 | 과정의 추리 · 상상적 사고(1) |      |
| 제12강 | 5월 23일 | 과정의 추리 · 상상적 사고(2) |      |
| 제13강 | 5월 30일 | 구조의 추리 · 상상적 사고    |      |
| 제14강 | 6월 6일  | 내적 준거에 따른 비판(1)     |      |
| 제15강 | 6월 13일 | 내적 준거에 따른 비판(2)     |      |
| 제16강 | 6월 20일 | 외적 준거에 따른 비판(1)     |      |
| 제17강 | 6월 27일 | 외적 준거에 따른 비판(2)     |      |
| 제18강 | 7월 4일  | 언어 논리와 추론             |      |
| 제19강 | 7월 11일 | 쓰기(1)                      |      |
| 제20강 | 7월 18일 | 쓰기(2)                      |      |

### 2학기
| 강좌   | 방송일    | 강의명                              | 비고 |
| ------ | --------- | ----------------------------------- | ---- |
| 제1강  | 7월 25일  | 현대시(1)                           |      |
| 제2강  | 8월 1일   | 현대시(2)                           |      |
| 제3강  | 8월 8일   | 현대소설(1)                         |      |
| 제4강  | 8월 15일  | 현대소설(2)                         |      |
| 제5강  | 8월 22일  | 고전 문학(1) - 고전 산문, 고전 시가 |      |
| 제6강  | 8월 29일  | 고전 문학(2) - 고전 국역            |      |
| 제7강  | 9월 5일   | 문학 제제 종합                      |      |
| 제8강  | 9월 12일  | 인문(1) - 언어, 윤리, 문화          |      |
| 제9강  | 9월 19일  | 인문(2) - 역사, 철학, 종교          |      |
| 제10강 | 9월 26일  | 사회(1) - 사회, 정치, 경제          |      |
| 제11강 | 10월 3일  | 사회(2) - 법률, 언론, 교육          |      |
| 제12강 | 10월 10일 | 과학(1) - 물상 과학, 정보           |      |
| 제13강 | 10월 17일 | 과학(2) - 생명 과학, 환경           |      |
| 제14강 | 10월 24일 | 예술(1) - 미술, 건축, 서예 등       |      |
| 제15강 | 10월 31일 | 예술(2) - 음악, 영화, 연극 등       |      |
| 제16강 | 11월 7일  | 통합 제재(1)                        |      |
| 제17강 | 11월 14일 | 통합 제재(2)                        |      |
| 제18강 | 11월 21일 | 쓰기                                |      |